# I Could Fall in Love
«I Could Fall in Love» (en Español: «Podría Enamorarme») es el primer sencillo de la cantante Selena de su último álbum de estudio, Dreaming of You, lanzado en mayo de 1995 por EMI Internacional. La canción fue escrita y producida por Keith Thomas y fue seleccionado como el primer sencillo que se publicará a título póstumo, después de la muerte de la cantante en 1995. La canción tuvo mucho éxito en el mercado latino y anglosajón en Estados Unidos así como en el resto del mundo, alcanzando el número 2 en los Billboard Hot Latin Tracks, pero no pudo ingresar en el Hot 100, debido a que la canción no está físicamente lanzado como sencillo, eso se llevó a cabo con el próximo sencillo del álbum en inglés, la canción "Dreaming of You".
Este sencillo ha sido interpretado también por Jennifer Lopez - que interpretó a la cantante en la película de Selena - como un homenaje a Selena en su concierto en Puerto Rico Let's Get Loud en 2001. Actuaciones adicionales han sido hechas por Im Tae Kyung en su álbum de 2004 Sentimental Journey, por Gloria Estefan para Selena ¡vive! en 2005, American Idol Season 3 semifinalista Lisa Leuschner, sobre la realidad del álbum, y también por la estrella latina Ana en el álbum Amor Latino. Más recientemente, se ha cubierto por American Idol 10.ª temporada finalistas Karen Rodríguez en el top week 13 (la temporada en la que Jennifer López era juez de coincidencia).Papushi Cantante 
cubano, lanzó en marzo de 2023 una nueva version de "I could fall in love" y contiene Video Oficial.

## Recepción de la crítica
La canción recibió respuestas muy positivas de los críticos, La canción es también una de las canciones de la firma de Selena. Quince años después de su muerte, Teresa Jusino de PopMatters escribió:
"Incluso el más resguardado Inglés de un amante de la música podría no saber el nombre de Selena, pero si mencionar sus éxitos, "Dreaming of You", o "I Could Fall in Love", probablemente responderían con "Me acuerdo de esa canción" o "me encanta eso".
Mary Talbot del Daily News escribió: Las nuevas canciones son números fuertes, genéricos pop que resonarán, pero no hay suficientes de ellos para probar su fuerza o la amplitud como artista en inglés. El punto fuerte de Selena como intérprete fue su puente de la música tradicional mexicana con una sensibilidad pop americana contemporánea, esa habilidad no figura con estas canciones. Pero el álbum no señala un rango de floración emotiva. Selena ofrece el amor exuberantemente producido confesando "I Could Fall In Love" con una voz suave, aterciopelada sobre frases susurradas y la guitarra española. En el R & B- de la canción "Me estoy acostumbrando a ti"  ella se sumerge en vocalizaciones. juguetón, Gruñón "Niño Dios", un dueto bilingüe con David Byrne, y "Wherever You Are", un dueto remix spanglish con los Barrio Boyzz, la voz de Selena es extrañamente débil. Ya sea intencional o no, las voces insinúan su ausencia. Dos de las piezas más conmovedoras e ingeniosas son rancheras tradicionales de Selena registrados para la banda sonora de Don Juan DeMarco. Su voz, debidamente torturado y tequila manchado, escofinas a través de las letras de canciones de amor desesperado y no correspondido.

## Video musical
En el videoclip se pueden apreciar videos de entregas de premios, conciertos y fotos. Es el primer sencillo que se publicará póstumamente.

## Listas
| Lista (1995)/(1996)                           | Mejor posición |
| --------------------------------------------- | -------------- |
| U.S. Billboard Hot Latin Tracks               | 2              |
| U.S. Billboard Latin Tropical/Salsa Airplay   | 4              |
| U.S. Billboard Latin Regional Mexican Airplay | 5              |
| U.S. Billboard Hot Adult Top 40 Tracks        | 17             |
| U.S. Billboard Hot 100 Airplay                | 8              |

## Personal
- Producido y arreglado por: Keith Thomas
- Voz: Selena
- Grabado y mezclado por: Bill Whittington
- Asistente de Ingeniero: Mike Corbett
- Coordinadora de Producción: Todd Moore
- Grabado y mezclado: La Casa de Bennett, Franklin, TN

- Sintetizador y el bajo de programación: Keith Thomas
- Batería: Mark Hammond
- Bass: Tommy Sims
- Guitarra: Dan Huff
- Coros: Trey Lorenz